# 京都廣学館高等学校
京都廣学館高等学校（きょうとこうがっかんこうとうがっこう）は、京都府相楽郡精華町下狛中垣内にある私立高等学校。

## 沿革
- 1975年（昭和50年） 　 学校法人南京都学園設置認可。
- 1980年（昭和55年）4月 南京都商業高等専修学校開校。（1984年廃校）
- 1984年（昭和59年）4月 南京都高等学校開校。
- 2013年（平成25年）4月 京都廣学館高等学校に校名変更。
- 2014年（平成26年）4月 通信制課程開設。

## コース

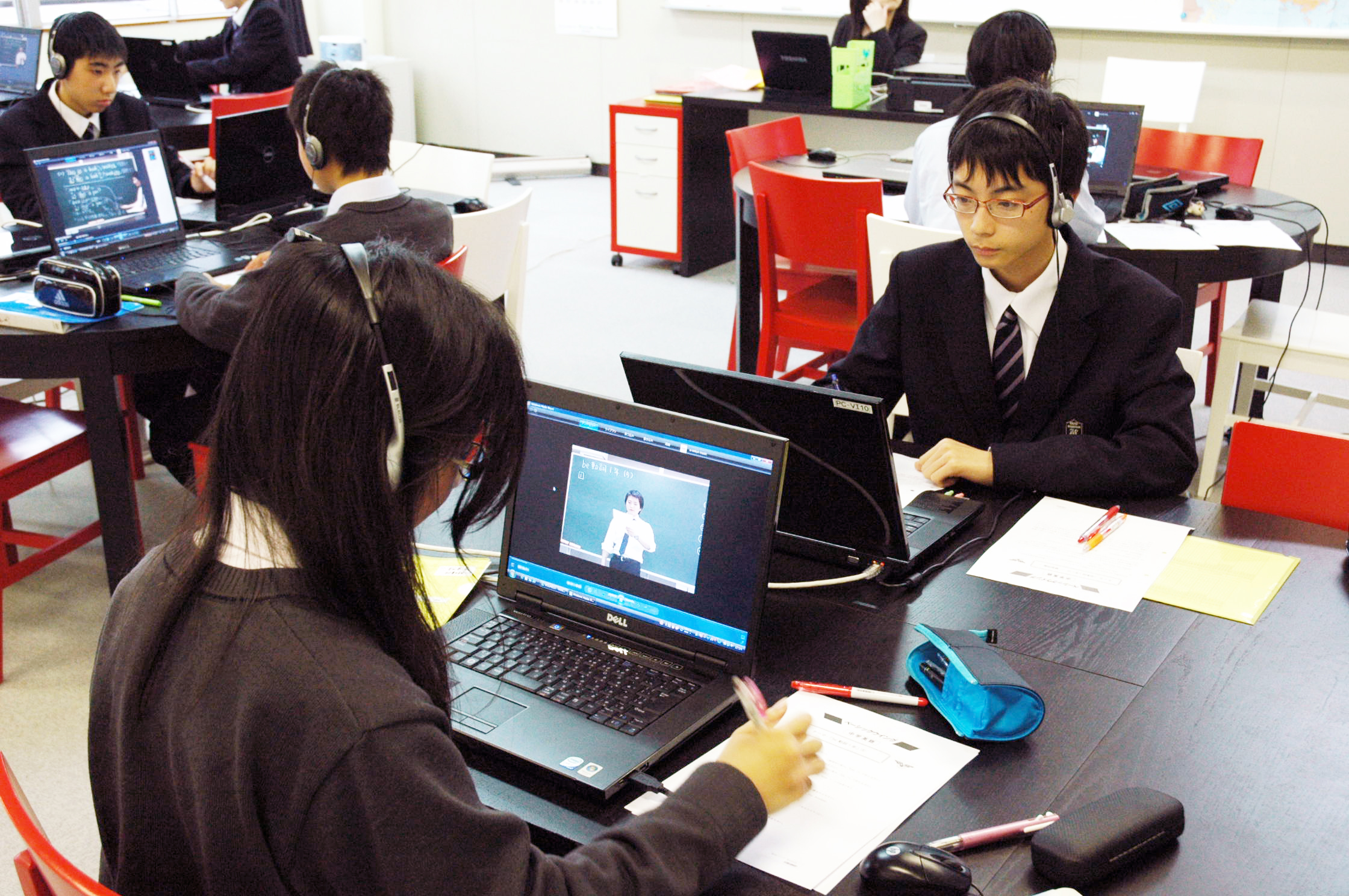
京都廣学館高校サテライトゼミ

- アドバンスコース（文理）

通常の6限授業後に「校内塾」と呼ばれる3限のゼミを開講、毎朝の「モーニングトレーニング」や長期休暇中の「シーズンゼミ」など、豊富な学習量を保証している。
- ジェネラルコース（系列選択）

充実した学校生活を送り、私立大学・短大・専門学校などを目指す。
通常の6限授業後には、放課後「フリーゼミ」を開講。
2年次から夢と目標に合わせた6つの系列選択にわかれる。
＜系列名＞大学進学系列/専門学校系列/スポーツ系列/保育系列/介護系列/クリエイティブ系列
- 通信制課程クエストコース

単位制・通信制課程・普通科
募集地域（京都府・大阪府・奈良県・滋賀県・兵庫県・三重県）
登校日数の少ない在宅型
選択オプション･･･プログラミング、ドローン等のデジタルスキルや注目されるe-Sportsを学習する「デジタルフューチャー選択」、誰でも話せるようになる日常英会話レッスン「グローバル英会話選択」など、可能性を見つける選択オプションも充実。

## 特色
- 2006年度より、新しいカリキュラムを導入した。
- 2008年度より、一部コース名変更
- 2012年度より、全コース完全共学化、新制服

## 交通
- JR学研都市線 下狛駅が最寄駅である。近鉄京都線 狛田駅から徒歩5分。

## 出身者

### 政治家
- 西尾季隆（三郷市議会議員）

### 格闘技
- 山中慎介（元プロボクサー・WBC世界バンタム級チャンピオン）
- 村田諒太（プロボクサー・ロンドンオリンピックミドル級金メダリスト、WBA世界ミドル級チャンピオン）
- 久保隼（プロボクサー・WBA世界スーパーバンタム級チャンピオン）
- 柳光和博（元プロボクサー・RKボクシングファミリー 代表）
- 向井寛史（プロボクサー）
- 芝力人（プロボクサー・日本ライトフライ級ユースチャンピオン）
- 藤原俊志（プロボクシングトレーナーワールドスポーツボクシングジム トレーナー）
- 古市貞秀（元大相撲十両力士）
- 八隅孝平（総合格闘家）
- 上田将勝（総合格闘家）
- 藤本祐介（元K-1ファイター）
- "brother"YASSHI（プロレスラー）
- 沖本摩幸（プロレスラー）
- 火野裕士（プロレスラー）

### 野球
- 斉藤和巳（元プロ野球選手）[1]
- 末永仁志（元プロ野球選手）

### 芸能関連
- 四代目桂米紫（落語家）

### 学校法人南京都学園関連
- 京都福祉専門学校
- 京都動物専門学校